# Convoi no 5 du 25 août 1942
Le convoi du 25 août 1942 fut le cinquième convoi de déportation à quitter le territoire belge en direction d'Auschwitz-Birkenau
Le convoi V comportait 996 déportés dont 22 "prisonniers politiques" juifs, détenus à  Breendonk et qui avaient rejoint le groupe.
Parmi ces déportés, 232 étaient des enfants de moins de seize ans. À leur arrivée, la plupart furent exterminés mais un contingent de 131 hommes fut affecté par les Nazis au travail dans le camp.  Un tailleur bruxellois de 38 ans, Wolf Eisensteyn, ne survécut dans ces conditions que cinq jours de plus. Charlotte Modrzewski, âgée de trois ans, accompagnait également sa mère, Chaja Modrzewski-Herszkowicz, son frère Mauritz (9 ans) et Isaak (10 ans). Ils furent tués le 27 août 1942. Leur père fera partie du convoi XV du 24 octobre 1942.
27 hommes de ce convoi survécurent et furent libérés en 1945.